# Nathanail von Ohrid

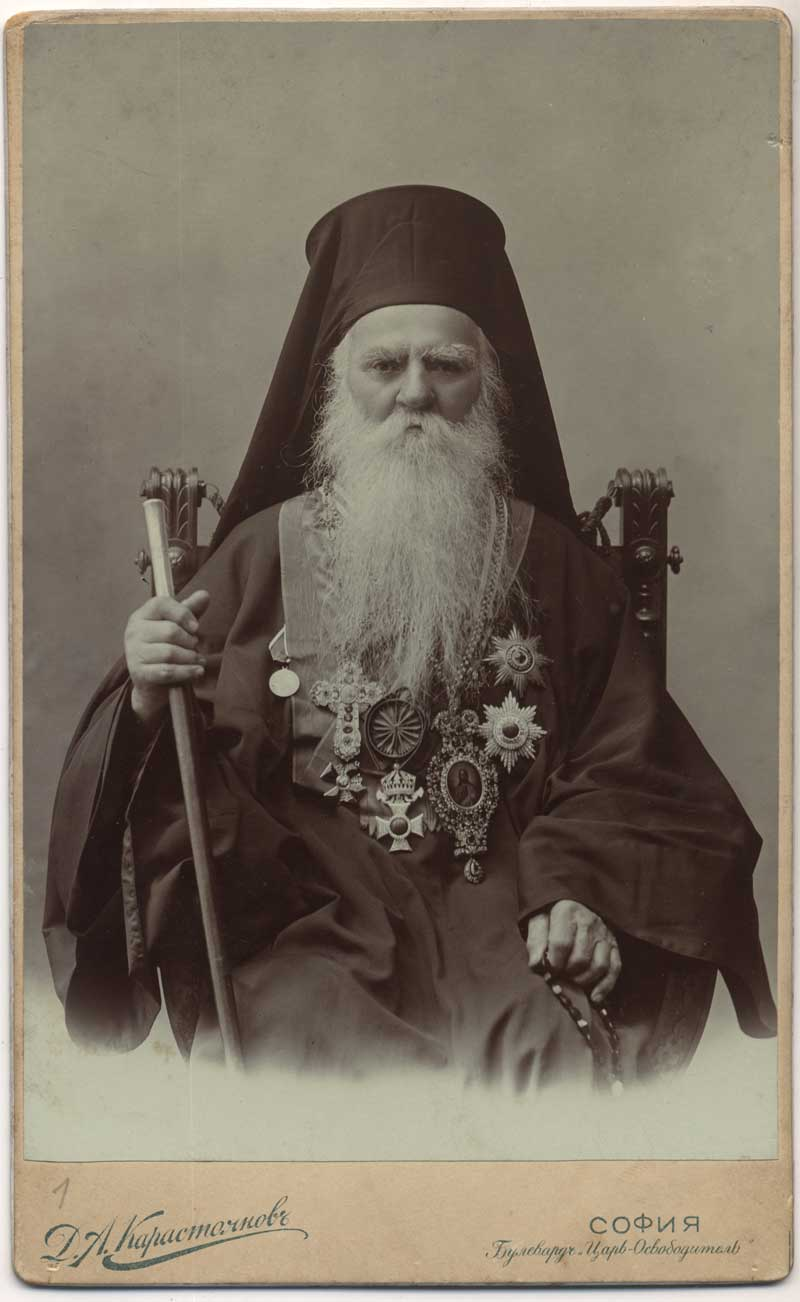
Nathanail von Ohrid

Nathanail oder Nathanail von Ohrid (auch Nathanael, bulgarisch Натанаил Охридски/Natanail Ohridski), weltlicher Name Nescho Stanow Bojkikew (auch Nesho Stanov Boykikev geschrieben, bulgarisch Нешо Станов Бойкикев; * 26. Oktober 1820 in Kučevište, damals Osmanisches Reich, heute in Nordmazedonien; † 18. September 1906 in Plowdiw, Bulgarien) war ein hoher bulgarischer orthodoxer Geistlicher, Aufklärer der Bulgarischen Nationalen Wiedergeburt, Aktivist im bulgarisch-griechischen Kirchenkampf für eine unabhängige bulgarische Kirche und Mitorganisator des Kresna-Raslog-Aufstandes von 1878. Weiter war Natanail Mitglied der Bulgarischen Akademie der Wissenschaften.
Nathanail war von 1872 bis 1880 Metropolit der Diözese Ohrid der Bulgarisch-Orthodoxen Kirche und Mitglied des Heiligen Synods. Von 1880 bis 1891 war er Metropolit der Diözese Lowetsch und von 1891 bis 1906 Metropolit der Diözese Plowdiw.

## Namen
Nathanail war auch unter den Namen Nathanail Sografski und Nathanail Plowdiwski bekannt. Der erste Beiname ist auf das Kloster Zográfou zurückzuführen, wo er zum Priester geweiht wurde, der zweite auf den Bischofssitz von Plowdiw, den er von 1891 bis zu seinem Tode 1906 innehatte. Einige seiner Werke unterschrieb er wiederum mit den Pseudonymen N. Bogdan, Edin Sadunaez, Bogomolez und Bogdan.

## Bibliografie
- Служение еврейско и все злотворение нихно (1835, Übersetzung aus dem Griechischen)
- Зерцало или огледало християнское (1840/41, Übersetzung)
- О том, что Болгарский Архиепископ в древния времена не зависил ни от Римскаго, ни от Константинопольского Патриарха (1851)
- Приятелское писмо от българина к гръку (1853)
- Кратко изяснение на Божественна Литургия (1864)
- Буквар славено-българскій (zu dt. Slawisch-Bulgarische Fibel, 1865)
- Произшествіе въ Скопска епархия (1865)
- Кратко християнское Наставление (1868)
- За Юстинианови права на Охридска архиепископия или за църковна независимост и самостоятелност на Охридско-Българско священоначалие (1873)